# Mario Brandhorst
Mario Brandhorst (* 27. Dezember 1973) ist ein deutscher Philosoph.

## Leben
Nach dem Studium der Philosophie und Neueren deutschen Literatur in Tübingen, Berlin und Oxford (2001 Magisterabschluss an der FU Berlin) und der Promotion in Oxford 2007 war er seit 2006 Wissenschaftlicher Mitarbeiter am Lehrstuhl für Praktische Philosophie des Philosophischen Seminars der Georg-August-Universität Göttingen. Seit 2022 ist er W3-Professor für Praktische Philosophie der Martin-Luther-Universität Halle-Wittenberg.
Seine Interessengebiete sind Praktische Philosophie, besonders normative Ethik und Metaethik; angrenzende Gebiete der theoretischen Philosophie; Geschichte der Philosophie, vorrangig vom 18. bis 20. Jahrhundert.